# Slavětín nad Metuji
Slavětín nad Metuji är en ort i Tjeckien. Den ligger i den nordöstra delen av landet, 120 km öster om huvudstaden Prag. Slavětín nad Metuji ligger 271 meter över havet och antalet invånare är 227.
Terrängen runt Slavětín nad Metuji är huvudsakligen platt, men åt nordost är den kuperad. Runt Slavětín nad Metuji är det ganska glesbefolkat, med 43 invånare per kvadratkilometer. Närmaste större samhälle är Náchod, 12,5 km nordost om Slavětín nad Metuji. Trakten runt Slavětín nad Metuji består till största delen av jordbruksmark.